# Transkaukasiska demokratiska federativa republiken
Transkaukasiska demokratiska federativa republiken (TDFR, Закавказская демократическая федеративная республика (ЗКДФР), Zakavkazskaja demokratitjeskaja federativnaja respublika (ZKDFR); även känt som Transkaukasiska Federationen) var en stat bestående av de nutida staterna Azerbajdzjan, Armenien och Georgien i Södra Kaukasus som existerade mellan februari 1918 och maj 1918.

## Historia
Efter Februarirevolutionen installerade Rysslands provisoriska regering den Transkaukasiska specialkommittén (особый Закавказский Комитет) för att styra området. 

## Sejm
Efter Oktoberrevolutionen 1917 bildades den första regeringen för det självständiga Transkaukasien i Tiflis. Det "Transkaukasiska kommissariatet" (Sejm) och "Transkaukasiska kommittén" existerade under några månader efter att bolsjevikerna tog makten i Petrograd. Sejmen leddes av den georgiske mensjeviken Nikolaj Tjcheidze.

## Sammanfattning
Den 10 februari 1918 samlades sejmen och tog beslutet att utropa självständighet vilket skedde 24 februari 1918. Den 3 mars 1918 slöts freden i Brest-Litovsk som markerade Rysslands uttåg från första världskriget. Genom undertecknandet av fördraget i Brest-Litovsk återfick Osmanska riket vilajetet Batum, Kars och Ardahan. 
Mellan den 14 mars och april 1918 hölls fredskonferensen i Trabzon mellan Osmanska riket och sejmens delegation. Den 5 april accepterade den Transkaukasiska delegationens ordförande, Akakij Tjchenkeli, freden i Brest-Litovsk som en grund för fler förhandlingar. Stämningen som rådde i Tiflis var mycket annorlunda. Tiflis erkände existensen av ett krig mellan dem själva och Osmanska riket. Kort därefter inledde den Osmanska tredje armén sin framfart och tog Erzerum och Kars. 
11 maj 1918 öppnades en ny fredskonferens i Batum. Vid denna konferens utökade Osmanska riket sina krav till att inkludera Tiflis, liksom Alexandropol och Echmiadzin där man ville bygga en järnväg för att länka samman Kars och Jolfa med Baku. Ingen överenskommelse gjordes, och den 21 maj fortsatte den osmanska armén sin offensiv. Konflikten ledde till slaget vid Sardarapat (21-29 maj), slaget vid Karakilisa (24-28 maj) och slaget vid Bash Abaran (21-24 maj). 
Den 26 maj 1918 började federationen att upplösas genom den georgiska självständighetsförklaringen (Demokratiska republiken Georgien), följt av den azerbajdzjanska (Demokratiska republiken Azerbajdzjan) och armeniska (Demokratiska republiken Armenien) den 28 maj.